# AJ Agazarm
AJ Agazarm (Flórida 26 de julho de 1990) é um grappler de submissão e lutador de MMA.
Campeão várias vezes nas faixas coloridas, Agazarm é faixa preta campeão mundial no-gi, campeão pan-americano no-gi, campeão brasileiro no-gi, campeão europeu no-gi e vice-campeão do Campeonato Mundial de Submission da ADCC. Em 2019, Agazarm iniciou sua carreira profissional em MMA ao assinar com o Bellator.

## Juventude e educação
Agazarm nasceu na Flórida e é de ascendência armênia.
Ele começou a praticar luta livre no segundo ano do ensino médio. Seu desempenho no ensino médio foi suficiente para conquistar uma bolsa de estudos para luta livre na Universidade de Cumberlands em Williamsburg, Kentucky, de 2005 a 2007. Agazarm então se transferiu para a Universidade do Estado de Ohio, um programa de lutra livre de alto nível da  NCAA Division I.

## Carreira em luta de submissão
Agazarm recebeu sua faixa preta em jiu-jitsu brasileiro em 2013, concedida por Eduardo de Lima e Carlos Gracie Jr. No mesmo ano, Agazarm conquistou o terceiro lugar no Campeonato Pan-Americano de Jiu-Jitsu No-Gi na divisão de peso aberto para faixas pretas e o primeiro lugar na divisão de peso leve. Ainda em 2013, no Campeonato Mundial de Jiu-Jitsu No-Gi, Agazarm ficou em terceiro lugar na divisão de faixas pretas até 73,5 kg. Em 2017, Agazarm conquistou uma medalha de prata no Campeonato Mundial de Submission da ADCC na categoria até 66 kg e outra prata no Campeonato Mundial de Jiu-Jitsu No-Gi na divisão de peso leve.

### 2021-2023
Em 6 de novembro de 2021, Agazarm competiu contra Celsinho Vinicius no BJJ Stars 7, perdendo a luta por pontos.
Agazarm enfrentou o grappler inglês Jed Hue no Polaris 18, em 27 de novembro de 2021. Ele perdeu a luta por decisão.
Em 2022, Agazarm foi convidado para competir na divisão de 66 kg do Campeonato Mundial da ADCC de 2022. Agazarm perdeu para Jeremy Skinner por pontos na rodada inicial e foi eliminado do torneio.
Agazarm competiu no IBJJF Nashville Spring Open em 22 de abril de 2023 e conquistou a medalha de prata na divisão de peso médio.

### 2024
Agazarm conquistou a medalha de ouro na divisão de peso médio do IBJJF Orange County Open em 21 de abril de 2024.
Agazarm competiu na Temporada 6 da Professional Grappling Federation entre 21 e 26 de abril de 2024. Ele foi selecionado para o Time Epic Roll, treinado por Roger Gracie, como a escolha da terceira rodada. Ele não avançou para os playoffs e foi eliminado na temporada regular.
Agazarm enfrentou Lucas 'Hulk' Barbosa no Pit Submission Series 5 em 30 de maio de 2024. Ele perdeu a luta por decisão. Agazarm enfrentou Ruan Alvarenga no ADXC 5 em 3 de agosto de 2024. Ele perdeu a luta por decisão unânime.
Agazarm competiu contra Piter Frank no evento co-principal do Pit Submission Series 8 em 11 de outubro de 2024. Ele venceu a luta por decisão.

## Conquistas e realizações
2018
- IBJJF Pan No-Gi (Faixa Preta 73,5 kg)

2017
- IBJJF European No-Gi (Faixa Preta 73,5 kg)[24]
- IBJJF European No-Gi (Faixa Preta Absoluto)[24]
- ADCC 2017 World Championship (66 kg)[25]
- IBJJF No-Gi World Championships (Faixa Preta 73,5 kg)
- IBJJF Rome International Open (Faixa Preta Absoluto)

2016
- IBJJF No-Gi World Championships (Faixa Preta 73,5 kg)

2015
- IBJJF Pan-Americano (Faixa Preta 76 kg)[26]

2014
- IBJJF No-Gi World Championships (Faixa Preta 73,5 kg)
- IBJJF European No-Gi (Faixa Preta 73,5 kg)[27]
- IBJJF European No-Gi (Faixa Preta Absoluto)[27]
- IBJJF Pan No-Gi (Faixa Preta Absoluto)
- IBJJF Pan No-Gi (Faixa Preta 73,5 kg)
- IBJJF European Open (Faixa Preta 76 kg)[28]

2013
- IBJJF Pan No-Gi (Faixa Preta 73,5 kg)
- IBJJF Pan No-Gi (Faixa Preta Absoluto)
- CBJJ Campeonato Brasileiro No-Gi (Faixa Preta 73,5 kg)[29]
- CBJJ Campeonato Brasileiro No-Gi (Faixa Preta Absoluto)[29]
- IBJJF European No-Gi (Faixa Preta 73,5 kg)[30]
- IBJJF European No-Gi (Faixa Preta Absoluto)[30]
- IBJJF American National Championship (76 kg)[31]
- IBJJF American National Championship (Absoluto)[31]
- IBJJF No-Gi World Championships (Faixa Preta 73,5 kg)
- CBJJ Campeonato Brasileiro (Faixa Marrom Absoluto)[32]
- CBJJ Campeonato Brasileiro (Faixa Marrom 76 kg)[32]
- IBJJF European Open (Faixa Marrom 76 kg)[33]

## Carreira em artes marciais mistas
Antes de se tornar profissional, Agazarm acumulou um cartel amador de 8 vitórias e nenhuma derrota em MMA. Agazarm fez sua estreia profissional no Bellator 214 em 26 de janeiro de 2019. Ele perdeu para Jesse Roberts por decisão dividida, lutando em um peso casado de 160 libras. Ele venceu suas três lutas seguintes pelo Bellator contra Jacob Landin no Bellator 224, Johnathan Quiroz no Bellator 228 e Adel Altamimi no Bellator 238.
Agazarm perdeu sua quinta luta profissional contra Cris Lencioni por decisão unânime no Bellator 243. Ele sofreu uma lesão grave no joelho na primeira rodada.
Em 27 de outubro de 2020, o Bellator anunciou que Agazarm foi dispensado da promoção devido à lesão, mas que poderia ser reconsiderado no futuro.

## Mixed martial arts record
| Cartel no MMA   |            |            |
| 5 lutas         | 3 vitórias | 2 derrotas |
| Por finalização | 2          | 0          |
| Por decisão     | 1          | 2          |

| Res.    | Cartel | Oponente        | Método                   | Evento       | Data                   | Round | Tempo | Local                                   | Notas                  |
| ------- | ------ | --------------- | ------------------------ | ------------ | ---------------------- | ----- | ----- | --------------------------------------- | ---------------------- |
| Derrota | 3–2    | Cris Lencioni   | Decisão (unânime)        | Bellator 243 | 2020 de agosto de 7    | 3     | 5:00  | Uncasville, Connecticut, Estados Unidos |                        |
| Vitória | 3–1    | Adel Altamimi   | Finalização (katagatame) | Bellator 238 | 2020 de janeiro de 25  | 3     | 1:22  | Inglewood, California, Estados Unidos   |                        |
| Vitória | 2–1    | Jonathan Quiroz | Decisão (unânime)        | Bellator 228 | 2019 de setembro de 28 | 3     | 5:00  | Inglewood, California, Estados Unidos   | Estréia peso pena.     |
| Vitória | 1–1    | Jacob Landin    | Finalização (mata-leão)  | Bellator 224 | 2019 de julho de 12    | 1     | 4:21  | Thackerville, Oklahoma, Estados Unidos  | Estréia peso leve      |
| Derrota | 0–1    | Jesse Roberts   | Decisão (dividido)       | Bellator 214 | 2019 de janeiro de 30  | 3     | 5:00  | Inglewood, California, Estados Unidos   | Peso casado (72,57 kg) |

## Linhagem de instrutores
Mitsuyo Maeda > Carlos Gracie Sr. > Helio Gracie > Carlos Gracie Jr. > Eduardo de Lima [en] > AJ Agazarm

## Vida pessoal
Agazarm também ensina jiu-jitsu brasileiro e promoveu seu irmão mais novo, Anthony, que também é competidor, à faixa roxa em março de 2023.